# Leptosillia notha
Leptosillia notha är en svampart som beskrevs av Höhn. 1928. Leptosillia notha ingår i släktet Leptosillia, ordningen Diaporthales, klassen Sordariomycetes, divisionen sporsäcksvampar och riket svampar.   Inga underarter finns listade i Catalogue of Life.